# Niekursko
Niekursko is een plaats in het Poolse district  Czarnkowsko-trzcianecki, woiwodschap Groot-Polen. De plaats maakt deel uit van de gemeente Trzcianka en telt 387 inwoners.